# Vicente Asencio
Vicente Asencio y Ruano (Valencia, 29 de octubre de 1908 - Valencia, 4 de abril de 1979) fue un compositor español.
Se inició en el estudio de la música con su padre. Tras estudiar violín en Castellón de la Plana con Emilio Bou, se trasladó después a Barcelona, donde asistió a la Academia Marshall, estudiando bajo la tutela de Enric Morera i Viura y del mismo Frank Marshall. Continuó su perfeccionamiento mediante fructíferos contactos con Joaquín Turina y Ernesto Halffter. En 1949 se traslada a París, donde estudia dirección de orquesta con Eugène Bigot.
Es destacable que a pesar de haber sido alumno de Turina, sea Manuel de Falla la influencia más decisiva en el principio de su carrera. Iniciando su tarea creativa en la década de los años veinte, época dorada para el ballet tras la irrupción y el éxito de los Ballets Rusos de Serguéi Diáguilev, consagró a este género su primera obra de gran ambición, el ballet Fuego de Fiesta (1926).
El año 1934, con un grupo destacado de jóvenes músicos valencianos del que formaban parte Vicente Garcés y Ricardo Olmos entre otros, formó una corriente estética que después se denominaría Grupo de los Jóvenes. En su manifiesto, publicado ese mismo año, declaraban:

Aspiramos a la realización de un arte musical valenciano vigoroso y rico, en la existencia de una escuela valenciana fecunda y múltiple, que incorpore a la música universal el matiz psicológico y la emoción propia de nuestro pueblo y de nuestro paisaje. Un arte y una escuela que se manifieste en todos los géneros, en la sinfonía, en la ópera, en el ballet...

El año 1943 es el de su boda con la compositora Matilde Salvador, que había sido alumna suya. Vicente Asencio, colaboró en algunas de sus obras, destacando la orquestación de la ópera Vinatea, estrenada en el Gran Teatro del Liceo el año 1974.
Es también remarcable su tarea como pedagogo, habiendo fundado el año 1932, junto a Abel Mus, el Conservatorio de Música de Castellón de la Plana. Desde el año 1953 fue profesor del Conservatorio de Valencia.
En 1953 estrena en el marco del II Festival de Música y Danza de Granada su ballet Elegía a Manuel de Falla.
Tras una larga enfermedad, Vicente Asencio falleció en Valencia el  3 de abril de 1979.
Posiblemente lo más destacable de su producción sea su obra para guitarra, que fue incorporada al repertorio de grandes intérpretes, como era Andrés Segovia y Narciso Yepes. Elegía a Manuel de Falla (1946), compuesta a la muerte del compositor gaditano; Sonatina (1949); Col•lectici Íntim; (1965) y Dipso (1971), se encuentran entre sus obras más celebradas para este instrumento.
Para ballet compuso, entre otras obras, La casada infiel (1949), algunas danzas de la cual transcribió para guitarra. Para orquesta se puede mencionar Preludio a la Dama de Elche (1949); Sonada alegre (1954); Llanto a Manuel de Falla (1955) y Danzas Valencianas (1963).
Según Tomás Marco «Asencio es un músico intimista y refinado, cuya calidad está exenta de cualquier duda en sus obras pequeñas y que es manifiesta también en las grandes, aunque con menor ambición formal.» Su legado, junto al de su esposa Matilde Salvador, se conserva en el Institut Valencià de Cultura, antes Instituto Valenciano de la Música.